# Хурба
Хурба́ (рос. Хурба) — село у складі Комсомольського району Хабаровського краю, Росія. Адміністративний центр та єдиний населений пункт Хурбинського сільського поселення.

## Населення
Населення — 5957 осіб (2010; 5704 у 2002).
Національний склад (станом на 2002 рік):
- росіяни — 89 %